# За-Мрассу
За-Мрассу — посёлок в Таштагольском районе Кемеровской области. Входит в состав Шерегешского городского поселения.

## История
Во времена СССР — посёлок Усть-Анзасского сельсовета Таштагольского района.

## География
Посёлок За-Мрассу расположен в северо-восточной части Таштагольского района на берегу реки Мрас-Су, на территории Шорского национального парка, недалеко от посёлка Усть-Анзас.
Центральная часть населённого пункта расположена на высоте 365 метров над уровнем моря.
В посёлке единственная улица — Торчакова.

## Транспорт
Добраться до посёлка можно по гравийной дороге протяжённостью 60 километров, которая пролегает из Шерегеша и включает в себя три перевала и семь капитальных мостов. Также можно добраться из Таштагола до посёлка Усть-Анзас, до которого один раз в неделю (по понедельникам) совершает рейсы вертолёт Ми-8 ООО «Аэрокузбасс», а затем переправиться через Мрас-Су на лодке. В летний период действует водный маршрут из Усть-Кабырзы до расположенного рядом посёлка Усть-Анзас.

## Население
В 1968 году проживало 46 жителей, в 1985 году — 5 человек.
По данным Всероссийской переписи населения 2010 года, в посёлке За-Мрассу проживает 2 человека (1 мужчина, 1 женщина).